# Phillip King (beeldhouwer)

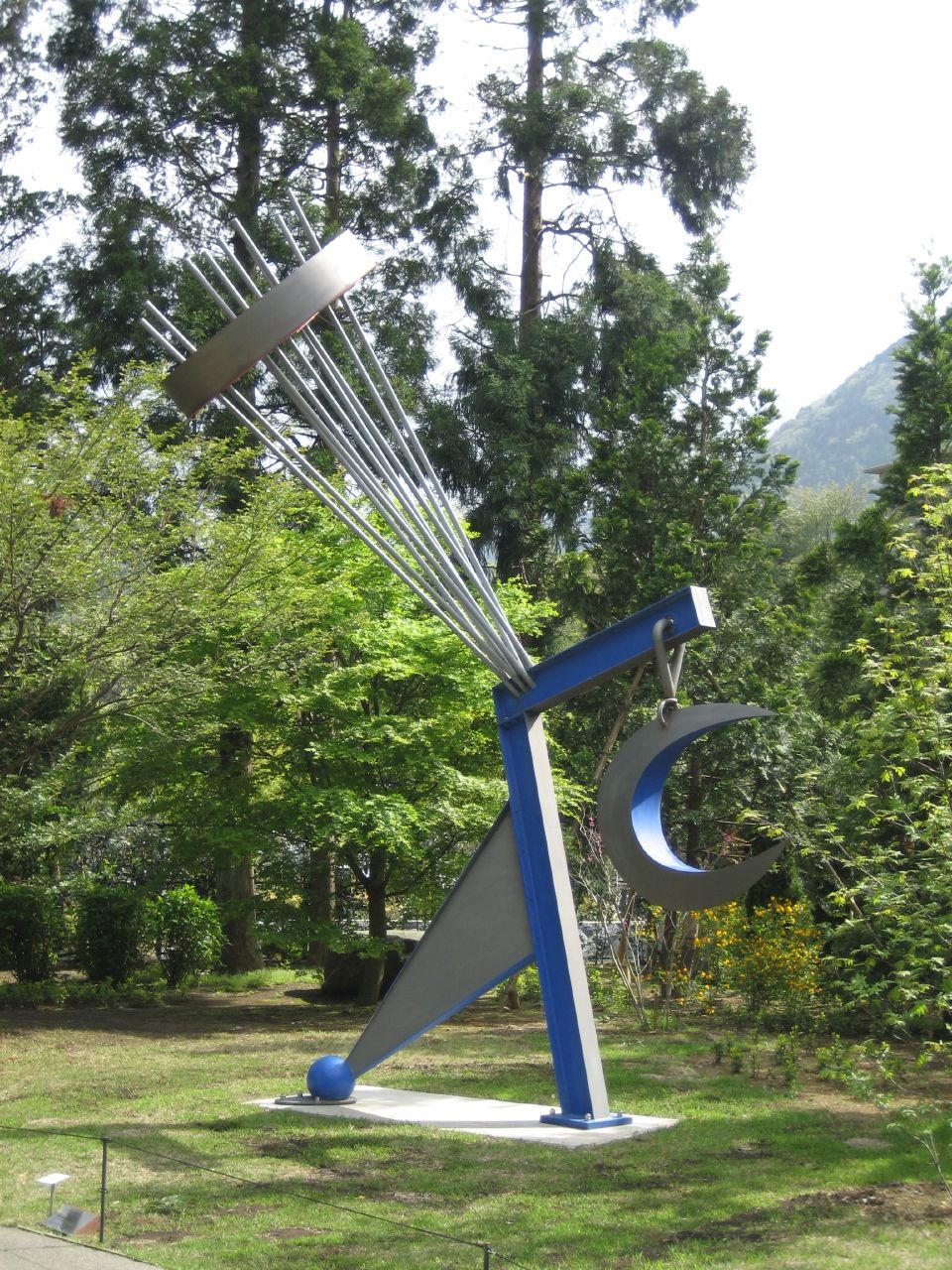
Beeldenpark Hakone in Japan

Phillip King (Tunis, 1 mei 1934 – Londen, 29 juli 2021) was een Britse beeldhouwer.

## Leven en werk
Phillip King werd geboren in Tunesië en verhuisde in 1945 met zijn familie naar Engeland. Hij studeerde van 1954 tot 1957 moderne talen aan het Jesus College van de Universiteit van Cambridge. Reeds gedurende zijn studietijd ving hij met beeldhouwen aan en van 1957 tot 1958 studeerde hij beeldhouwkunst aan de St. Martin's School of Art (nu bekend als Central Saint Martins College of Art and Design) bij Anthony Caro. Na zijn opleiding doceerde hij een jaar aan dit instituut, alvorens assistent te worden van Henry Moore en ervaring opdeed met de constructie van grotere objecten. Hiermee doorliep hij een opleidingstraject, dat vrijwel gelijk was aan dat van Anthony Caro. King was van 1967 tot 1969 trustee van de Tate Gallery, hij doceerde van 1959 tot 1980 aan de St. Martin's School of Art en was hoogleraar beeldhouwkunst aan de Hochschule der Künste in Berlijn. In 1980 volgde zijn benoeming tot hoogleraar aan het Royal College of Art in Londen, in 1990 gevolgd door een professoraat aan de Royal Academy Schools in Londen, waar hij bleef tot 1999. Van 1999 tot 2004 ten slotte was King president van de Royal Academy of Arts.
In 1964 had King zijn eerste solo-expositie bij de Rowan Gallery in Londen, gevolgd door diverse solo- en groepsexposities gedurende de jaren zestig in Engeland, Europa en de Verenigde Staten. Hij creëerde werken met materialen, die varieerden van fiberglas tot metaal, hout en leisteen. Hij kan gerekend worden tot de minimalistische stroming. King werd uitgenodigd voor de documenta III (1964) en 4 (1968) in het Duitse Kassel. Het Nederlandse Kröller-Müller Museum kwam via de Rowan Gallery in contact met de kunstenaar en kocht in 1969 voor het beeldenpark diens werk Brake (1966) aan, dat eerder te zien was in het Guggenheim Museum in New York. Deze aankoop werd in 1972 gevolgd door het werk Span uit 1967 en in 1974 door het derde werk Reel (1968). In de loop der jaren zeventig verlegde de kunstenaar zijn aandacht naar werk, dat meer een verbinding legt tussen het publiek en het object. Dit alles leidde tot een vierde aankoop in 1974: het werk Open bound uit 1973. Behalve een tentoonstelling in het Rietveld-paviljoen van het Kröller-Müller Museum in 1973, had King in de jaren zeventig en tachtig nog diverse andere overzichtstentoonstellingen, zoals in de Whitechapel Gallery, de Hayward Gallery en het Yorkshire Sculpture Park.
King verlegde in 1993 onverwacht zijn aandacht naar Japan, waar hij lange periodes werkte en leerde hoe grote keramiek-werken te maken. Deze werken stonden centraal in een expositie in 2004, die te zien was in Engeland (Yorkshire en Londen) en in New York. Sindsdien is King meer gaan werken met kleur in zijn sculptures.  
Het werk van Phillip King bevindt zich in de collecties van talrijke musea en beeldenparken in Engeland, Europa, Israël, Australië, Japan en de Verenigde Staten. In Nederland en België is zijn werk te zien in:
- het beeldenpark van het Kröller-Müller Museum in Otterlo
- het beeldenpark  van Openluchtmuseum voor beeldhouwkunst Middelheim in Antwerpen
- de Internationale Beelden Collectie in Rotterdam